# Allocosa mogadorensis
Allocosa mogadorensis este o specie de păianjeni din genul Allocosa, familia Lycosidae. A fost descrisă pentru prima dată de Simon, 1909.
Este endemică în Morocco. Conform Catalogue of Life specia Allocosa mogadorensis nu are subspecii cunoscute.